# Маглич
Маглич (серб. кир.: Маглић) — гірський масив і однойменна вершина на кордоні Боснії і Герцеговини і Чорногорії, складова внутрішньої частини Динарського нагір'я. Найвищий пік масиву — Великі Вітао (серб. Велики Витао; 2396 м) розташовується в Чорногорії, тоді як вершина Маглич (серб. Маглић; 2386 м) — найвища вершина Республіки Сербської (Боснія і Герцеговина). Власне вершина Маглич має два піки, вищий (2388 м) розташовується в Чорногорії.

## Орографія
Гірський масив складений сильнопокарстованим (особливо південно-західні й південні схили) мезозойським вапняком, породами тріаса, діабазами. На схилах гір помітні сліди минулого зледеніння. Орієнтований із південного сходу на північний захід. На північному заході гірська система обмежена долиною річки Сутьєска, яка бере початок на схилах масиву; на сході — Дрини і Пиви; на півдні долина Мартинська Увала.
Окремі піки гірського масиву: Руєвац (серб. Рујевац; 1835 м), Снєжніца (серб. Сњежница; 1804 м), Прієвор (серб. Пријевор; 1668 м), Мратинька Гора (серб. Мратињска Гора; 1576 м).
На південних схилах Маглича на висоті 1517 м мальовниче льодовикове гірське озеро Трновачко (серб. Трновачко језеро) з зеленкувато-блакитною водою. Розміри озера 700 на 400 м, живлення зі схилів амфітеатру Маглича, Волуяка (2336 м) і Біоча (2388 м). З північної частини озеро відкрите від гір, берега поросли лісом.
|                 |                    |                    |                      |
| Озеро Трновачко | Боснійський Маглич | Боснійський Маглич | Чорногорський Маглич |

На схилах Маглича беруть початок багато джерел, найвідоміше з яких Царев До.

## Рослинність

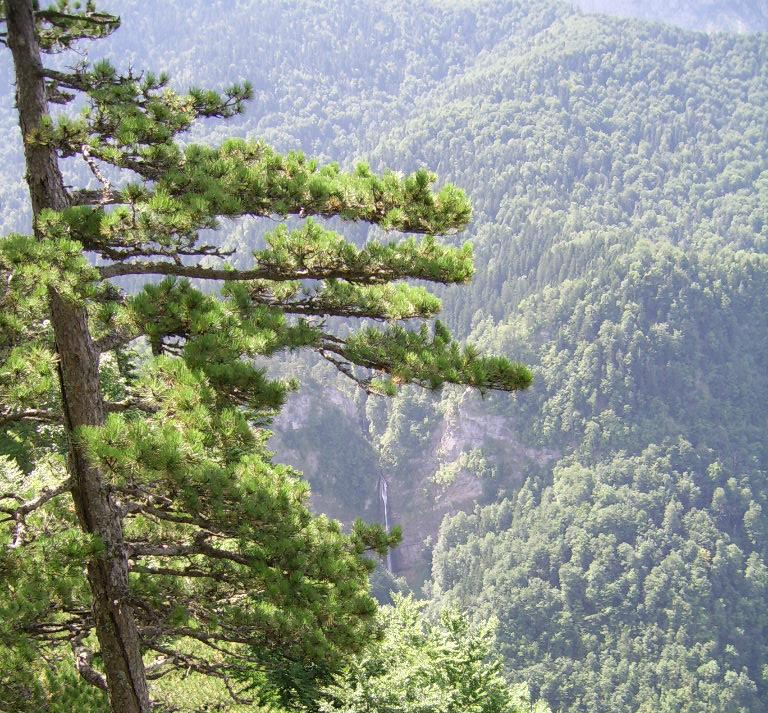
Реліктові ліси Перучиці

Північно-західний схил гірського масиву вкритий старими мішаними хвойно-буковими лісами до висот у 1600 м, інші схили здебільшого досить урвисті, безлісі й скелясті. Вище висоти 1600 м відкриті пасовища альпійських лук.

## Туризм
Підйом на вершину ускладнений і потребує певної фізичної підготовки. Загалом сходження потребує двох діб і відбувається через парк із північної сторони, або коротшим південним маршрутом із боку Чорногорії від села Мратіне, схилами, вкритими густою рослинністю соснових лісів. Із вершини Маглича відкривається мальовничий краєвид на сусідні вершини Волуяк, Біоч, Дурмітор, на озеро Трновачко, на півночі можна побачити Зеленгору.
Найближчий населений пункт знаходиться в Чорногорії, в долині річки Пива — Мратіньє, в Боснії і Герцеговині — місто Фоча за 20 км на північ долиною Дрини.

## Національний парк
У західній частині хребта у 1962 році було створено національний парк Сутьєска, задля збереження реліктової ділянки динарських мішаних лісів — Перучиця. Дивовижний каньйон річки Сутьєска утворюють на півдні схили Маглича, на півночі Зеленгори (серб. Зеленгора; 2014 м), а на заході Вучево (серб. Вучево; 1862 м).